# فيرديناند فانديفير هايدن
الدكتور فيرديناند فانديفير هايدن (بالإنجليزية: Dr. Ferdinand Vandeveer Hayden)‏ جيولوجي أمريكي ولد في يوم 7 سبتمبر 1829 في مدينة ويستفيلد، ماساتشوستس في الولايات المتحدة. وتخرج من جامعة أوبرلين في عام 1850 ومن كلية طب ألباني عام 1853، حيث جذب انتباه الأستاذ جيمس هول الذي كان أخصائي الجيولوجيا عن ولاية نيويورك، وتمكن من استمالة هايدن لينضم لحملة استكشافية في مقاطعة نبراسكا. وفي عام 1856 كان يعمل تحت إمرة حكومة الولايات المتحدة، وبدأ سلسلة من الرحلات البحثية للقاطعات الغربية، وكانت إحدى نتائجها عمله تقرير جيولوجي عن استكشاف أنهار يلوستون وميزوري في 1859 – 1860 (1869).
عرف هايدن بأبحاثه في جبال روكي في أواخر القرن 19 وأجرى الكثير من الأبحاث على صخور جبال الروكي كما أنه عمل كطبيب في جيش الإتحاد خلال الحرب الأهلية الأمريكية. وفي عام 1867 عُيّن رئيسَ الجيولوجيين في قسم المسح الجيولوجي والجغرافي للمقاطعات في الولايات المتحدة، ومن السنوات الإثنا عشر التي قضاها في العمل أنتج مجموعة ثمينة من المجلدات في كل فروع التاريخ الطبيعي والعلوم الاقتصادية؛ وأصدر في عام 1877 الأطلس الجيولوجي والجغرافي لكولورادو. وعند إعادة تنظيم قسم المسح الجيولوجي الأمريكي عام 1879 عمل بعدها لسبع سنوات كأحد الجيولوجيين. ومات هايدن في فيلادلفيا في 22 ديسمبر 1877.
من أعماله المنشورة الأخرى:
- صور الشمس في مناظر جبال الروكي - (1870)
- منتزه يلوستون الوطني - (1876)، وضعت فيه صور حجرية ملونة من نسخ عن رسوم بالألوان المائية رسمها توماس موران
- الغرب العظيم: مفاتنه وموارده - (1880).

وكتب مع فيلدينغ برادفورد ميك (من مساهمات الجمعية السميثسونية) كتاب «المستحاثات في أعالي ميزوري، الجزء الأول: اللافقاريات». كما أن ملاحظاته المهمة عن اللغات الهندية موجودة في كتاب جلسات الجمعية الفلسفية الأمريكية (1862)، ومجلة العلوم الأمريكية (1862) وفي إجراءات الجمعية الفلسفية الأمريكية (1862). وكتب مع ألفرد ريتشارد سيسل سيلوين كتاب أمريكا الشمالية (1883) لصالح خلاصات ستانفورد.

## روابط خارجية
- فيرديناند فانديفير هايدن على موقع الموسوعة البريطانية (الإنجليزية)